# مارك راسيل (ملحن)
مارك راسيل (بالإنجليزية: Mark Russell)‏ هو ملحن بريطاني، ولد في 23 مايو 1960 في لندن في المملكة المتحدة.

## وصلات خارجية
- مارك راسيل على موقع IMDb (الإنجليزية)
- مارك راسيل على موقع ديسكوغز (الإنجليزية)
- مارك راسيل على موقع قاعدة بيانات الفيلم (الإنجليزية)